# 4462 Vaughan
4462 Vaughan (1952 HJ2) là một tiểu hành tinh vành đai chính được phát hiện ngày 24 tháng 4 năm 1952 bởi đài thiên văn McDonald ở Fort Davis, Texas.